# ماراكار: أسد بحر العرب
ماراكار: أسد بحر العرب هو فيلم ملحمي هندي من بطولة موهانلال،أرجون سارجا،سونيل شيتي وبرابهو.عرض الفيلم في 2 ديسمبر 2021.

## روابط خارجية
ماراكار: أسد بحر العرب على موقع IMDb (الإنجليزية)
- ماراكار: أسد بحر العرب على موقع روتن توميتوز (الإنجليزية)
- ماراكار: أسد بحر العرب على موقع قاعدة بيانات الفيلم (الإنجليزية)
- ماراكار: أسد بحر العرب على موقع ليتربوكسد (الإنجليزية)
- ماراكار: أسد بحر العرب على موقع كينوبويسك (الروسية)